# Ann Murdock
Ann Murdock (10 de noviembre de 1890-22 de abril de 1939) fue una actriz estadounidense que trabajó en obras teatrales y en películas mudas, ganó popularidad durante la década de 1910. Varias veces era acreditada como Anna Murdock.

## Filmografía
- A Royal Family (1915)
- Captain Jinks of the Horse Marines (1916)
- The Seven Deadly Sins (1917)
- Envy (1917)
- Where Love Is (1917)
- The Seventh Sin (1917)
- Outcast (1917)
- The Beautiful Adventure (1917)
- Please Help Emily (1917)
- The Impostor (1918)
- My Wife (1918)
- The Richest Girl (1918)

## Galería

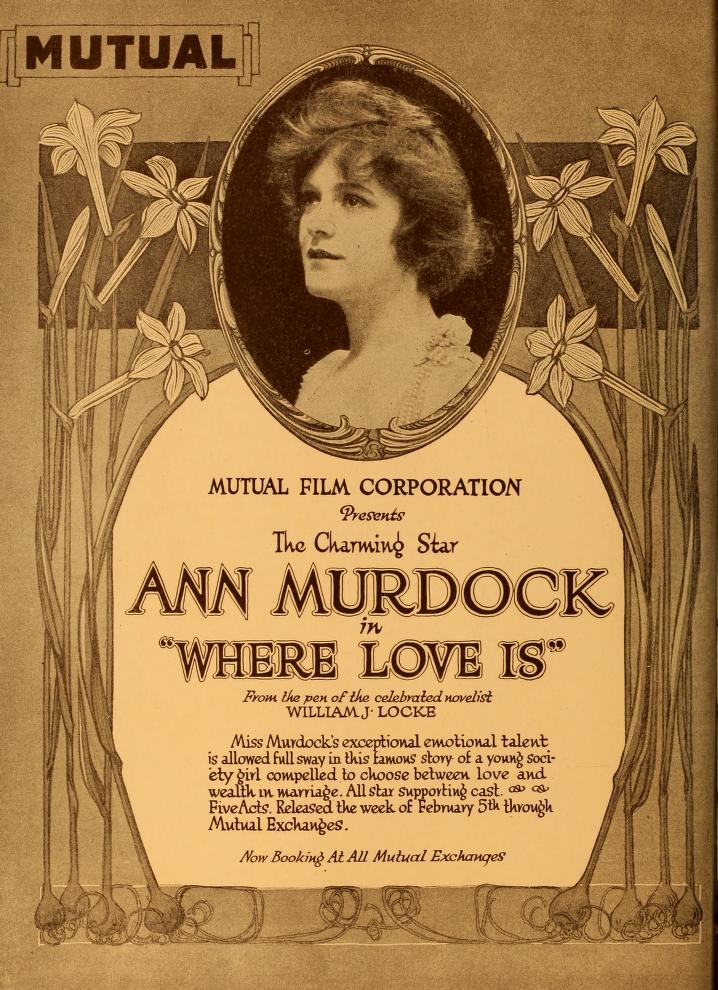
Where Love Is (1917)
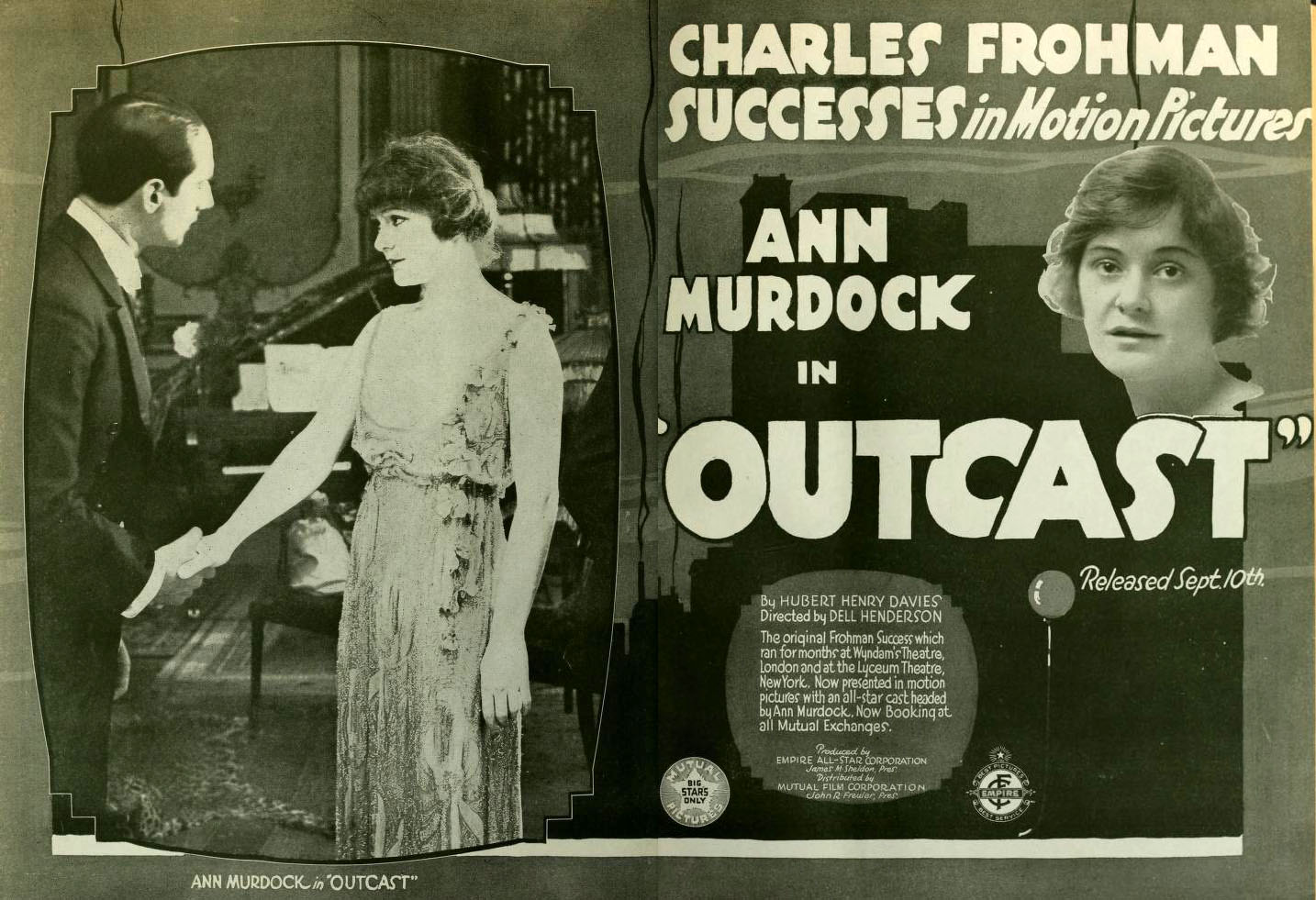
The Outcast (1917)